# Crézancy-en-Sancerre
Crézancy-en-Sancerre är en kommun i departementet Cher i regionen Centre-Val de Loire i de centrala delarna av Frankrike. Kommunen ligger  i kantonen Sancerre som tillhör arrondissementet Bourges. År 2022 hade Crézancy-en-Sancerre 425 invånare.

## Befolkningsutveckling
Antalet invånare i kommunen Crézancy-en-Sancerre
Referens:INSEE